# Sektorsprincipen

Anspråksområdena på Antarktis är indelade i sektorer.

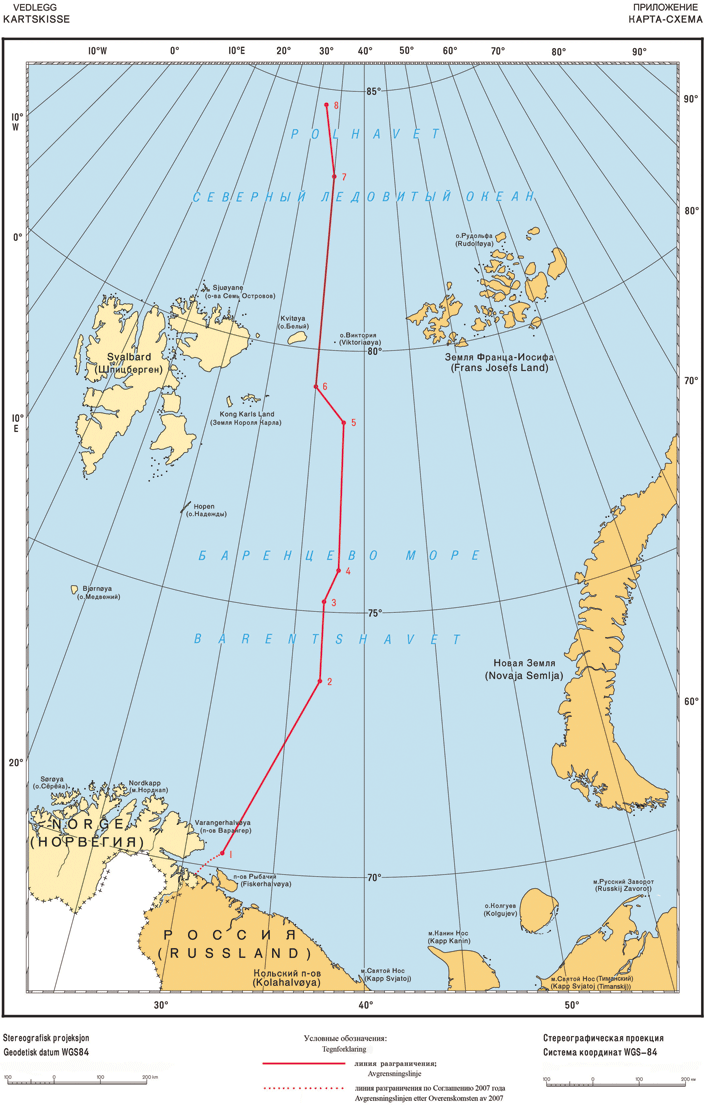
Gränslinjen i Barents hav mellan Norge och Ryssland.

Sektorsprincipen är en folkrättslig princip som hävdar att de yttre gränserna på territoriella anspråk i polarområdena ska bestämmas utifrån längdgrader. Territorierna delas därmed in i triangulära sektorer, vars spetsar sammanfaller vid den geografiska polpunkten. Sektorsprincipen har historiskt åberopats av nationalstater som har för avsikt att markera suveränitet över landområden belägna mellan polpunkten och vederbörandes fastland. Principen har aldrig fått nämnvärt internationellt erkännande och dess tillämpning i Arktisområdet är särskilt omtvistat. 
Idag kan sektorsprincipen sägas vara övergiven; Kanada slutade använda sig av den 2006 och avgränsningsförhandlingen i Barents hav mellan Norge och Ryssland 2010 hänvisar inte heller till principen. Den har i större utsträckning förverkligats i Antarktis, vars anspråksområden (utom Norges) formulerats som sektorer i enighet med principen. Dessa indelningar ses emellertid inte som förlängningar av någon enskild stats territorium.

## Arktis
Sektorsprincipen lanserades 1907 av den kanadensiska senatorn Pascal Poirier, i syfte att legitimera ett anspråk på öarna mellan Kanadas nordkust och nordpolen. Poiriers motion avvisades redan i senaten, och hans sektorsprincip ansågs vara en "enmansidé". Däremot fick principen snart större genomslag. Med stöd av sektorsprincipen blev landet 1925 det första i världen att utöka sin havsgräns till den absoluta polpunkten, mellan 60°V och 141°V.
1926 följde Sovjetunionen Kanadas exempel och kungjorde att alla landområden belägna mellan deras fastland och nordpolen skulle betraktas som sovjetiskt territorium. Sektorn sträckte sig från Barents hav i väst till Berings sund i öst, och därifrån till polpunkten. Norge erkände inte Sovjetunionens anspråk, vilket gav upphov till konflikter gällande Frans Josefs land, en ögrupp som befann sig strax innanför den sovjetiska gränslinjen. Övriga länder med kust mot Norra ishavet, det vill säga USA (Alaska), Danmark (Grönland) och Norge, har inte upprätthållit sektorsprincipen och invänder mot dess tillämpning i Arktisområdet.

## Antarktis
Det råder oenighet om sektorsprincipen är tillämplig vid sydpolen. Stora havsområden skiljer Antarktis från övriga landmassor, så gällande anspråk på kontinenten är det inte fråga om en förlängning av någon stats territorium. Ändå har den framförts av såväl Chile som Argentina. Idag är alla anspråksområden på Antarktis utom Norges utformade som sektorer, även om USA och ett antal andra länder motsatt sig detta. Konflikten lades på is i och med Antarktisfördraget 1959.